# Baie de Suncheon

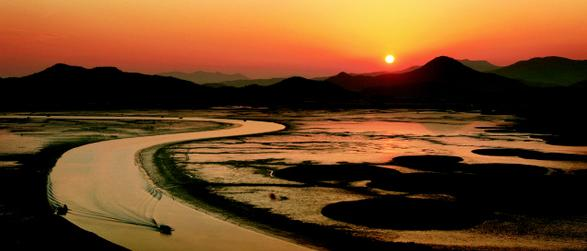
Coucher de soleil sur la baie de Suncheon

La baie de Suncheon est  une baie maritime de la côte méridionale de la Corée du Sud, située au sud de la ville de Suncheon.
La baie est une zone humide naturelle, protégée depuis 2006.